# Aiquile
Aiquile er en by i den centrale del af Bolivia, provins Narciso Campero, region (Spansk departamento) Cochabamba.
18°10′S 65°10′V / 18.167°S 65.167°V